# Théodore Hannon
Théodore Hannon (Elsene, 1 oktober 1851 – 7 april 1916) was een Belgisch poëet, schilder en kunstcriticus uit de belle époque. 

## Leven

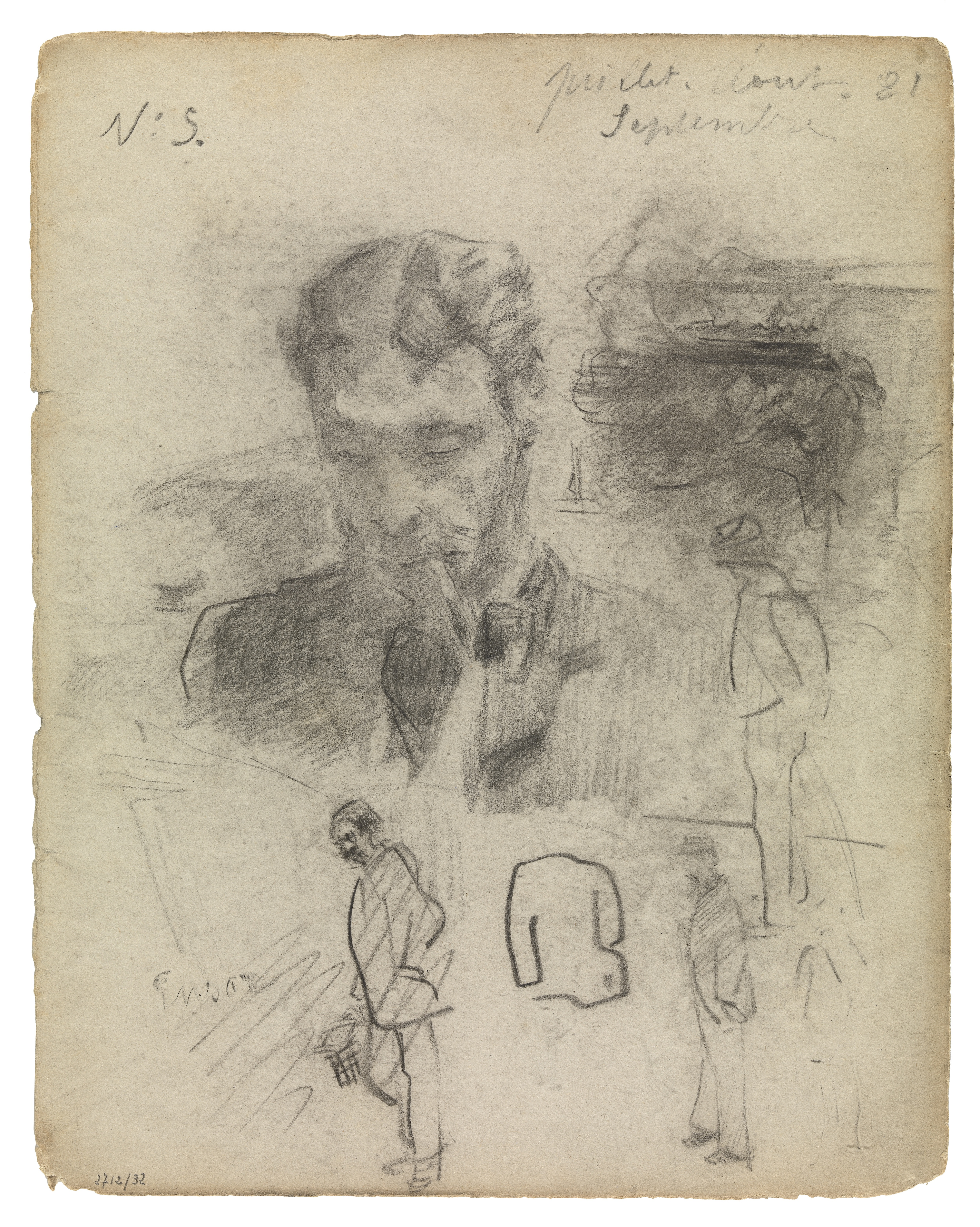
Theo Hannon met pijp, James Ensor, 1880, collectie Koninklijk Museum voor Schone Kunsten Antwerpen, 2712 32.002

Zijn vader Emile was arts, zoöloog, botanicus en kortstondig rector van de ULB. Door diens vroege dood werd Théo mee opgevoed door vriend des huizes Ernest Rousseau. Zijn broer Edouard zou als ingenieur carrière maken bij Solvay en het Hotel Hannon laten bouwen.
Théo nam zijn studies niet al te serieus en belandde in het schildersgezelschap La Chrysalide. Hij knoopt een verhouding aan met de actrice Jeanne Dax en raakte nauw bevriend met kunstenaars als Félicien Rops, James Ensor en Joris-Karl Huysmans. Zijn niet aflatende grollen, anekdotes en scherpe meningen worden gewaardeerd. Hannon ging schrijven voor het culturele weekblad L'Artiste (vaak onder pseudoniemen als Edgard Mey of Marc Very) en nam er in 1877 de leiding van. In 1881 verscheen zijn naturalistische dichtbundel Rimes de Joie. Vooral het lange, bezwerende Les litanies de l'absinthe trekt de aandacht. Rond die periode schilderde Ensor ook zijn portret. Hannon kreeg ook een flatterende vermelding in Huysmans' schandaalsucces À rebours. Hij maakte de illustraties voor La Vie bête van Max Waller (1883).
Na deze veelbelovende jaren dreef Hannon af naar de Brusselse variétéwereld. Hij schreef nog voor een drietal kranten en publiceerde pornografische verzen in besloten kring. Zijn vrienden betreurden dat de melancholische vrijdenker zijn literaire talent verkwistte.
Hannon stierf in 1916 en ligt begraven op het kerkhof van Elsene.

## Werk

### Dichtbundels
- Vingt-quatre coups de sonnet
- Rimes de joie (Brussel, éditions Henry Kistemaeckers, 1881), met etsen van Rops en een voorwoord van Huysmans
- Au pays du Manneken-Pis (Brussel, éditions Henry Kistemaeckers, 1883)
- Au Clair de la Dune (1909): Oostendse gedichten
- La Toison de Phryné (1913): met illustraties van Henri Thomas

### Revuestukken
- Bruxelles sans gêne
- Bruxelles sans sel
- Spa... tout le monde descend!
- Olymp... y a du monde
- Pierrot Macabre (ballet)
- Le Candélabre (1883), een opérinette
- La Valkyrigole (1887), een parodie op Die Walküre

- Bibsys: 90139762
- Bibliothèque nationale de France: cb12181015j (data)
- Gemeinsame Normdatei: 131922718
- International Standard Name Identifier: 0000 0000 8150 9810
- Library of Congress Control Number: n85291454
- MusicBrainz: 4488ee3b-8388-421c-80ab-8849278c8065
- Nationale bibliotheek van Australië: 35252550
- Nationale Bibliotheek van Israël: 987007276920805171
- Nederlandse Thesaurus van Auteursnamen: 071229698
- RKD-Nederlands Instituut voor Kunstgeschiedenis: 35828
- Système universitaire de documentation: 027793249
- Trove: 883014
- Union List of Artist Names: 500143926
- Virtual International Authority File: 71433664
- WorldCat: E39PBJvhtrfHgd4pKyPRgCqCwC

1. ↑  http://www.arllfb.be/ebibliotheque/communications/delsemme041100.pdf; geraadpleegd op: 12 november 2017.